# Hakea florulenta
Hakea florulenta (лат.) — кустарник, вид рода Хакея (Hakea) семейства Протейные (Proteaceae), эндемик восточной Австралии. Цветёт с сентября по декабрь.

## Ботаническое описание
Hakea florulenta — невысокий прямой кустарник до 1—3 м в высоту, образует лигнотубер. Листья имеют расширение на вершине 6—13 см в длину и 14—30 мм в ширину, обычно закруглённые на конце, реже заострённые, сужаются под острым углом. Соцветие из 14—20 белых цветков появляется на коротком стебле в пазухах листьев. Плод косо-овальной формы длиной 2—2,6 см и шириной 0,6—1,2 см в середине. Поверхность имеет черноватые пузырчатые выпуклости, сужающиеся к короткому клюву. Цветёт с сентября по декабрь.

## Таксономия
Вид Hakea florulenta был описан швейцарским ботаником Карлом Мейсснером в 1855 году из образца, собранного возле залива Моретон Фредериком Стренджем (1826—1854), который был убит аборигенами во время сбора коллекций у Маккая. Описание было опубликовано в журнале Hooker's Journal of Botany и Kew Garden Miscellany. Видовой эпитет — от латинского слова florulenta, означающего «изобилующий цветами» или «обильно цветущий».

## Распространение и местообитание
H. florulenta  встречается в прибрежных районах юго-восточного Квинсленда и северного Нового Южного Уэльса от Бандаберга на юг до Графтона. Растёт в открытых лесах, где часто ассоциируется с малалеукой, на песке или песчанике, иногда на плохо дренированных местностях.